# Долината на страха
Долината на страха (на английски: The Valley of Fear) е четвъртият и последен роман на писателя Артър Конан Дойл за известния детектив Шерлок Холмс. Първоначално е публикуван като поредица от епизоди в списание „Strand“, от септември 1914 до май 1915 година, с 31 илюстрации от Франк Уайлс, а по-късно е издаден и като роман през 1915 година.

## Сюжет
Внимание:  Текстът по-долу разкрива сюжета на произведението (или части от него)!
Шерлок Холмс получава шифрована бележка от някой си Фред Порлок. Това е един от съучастниците на професор Мориарти, но тайно помага на Холмс. Порлок не е изпратил ключа за дешифриране, затова Холмс сам разгадава смисъла на съобщението. Порлок пише, че някаква опасност грози господин Дъглас в Бърлстоун. В този момент на Бейкър Стрийт идва полицейският инспектор Макдоналд и казва на Холмс, че в имението Бърлстоун е брутално убит г-н Джон Дъглас.
Инспекторът е изключително изненадан, че Холмс вече знае за престъплението. Холмс разказва на инспектора за бележката на Порлок и обяснява, че към убийството може да има отношение професор Мориарти. Когато Макдоналд изразява съмнението си, Холмс дава пример с картината, която виси в кабинета на професора. Тази картина на Грьоз струва над 40 000 лири, а годишната заплата на Мориарти е само 700 лири. Следователно, такава скъпа картина може да бъде закупена само с незаконно спечелени пари.
Макдоналд предлага на Холмс и Уотсън да отидат в Бърлстоун за разследването, а по пътя инспекторът разказва незначителни подробности за престъплението. След полунощ, собственикът на къщата, г-н Дъглас, е бил намерен мъртъв в кабинета си. Част от главата му е била отнесена от изстрел на пушка с цеви, прерязани на тридесет сантиметра от спусъците.
Пристигайки на местопрестъплението Холмс разговаря с местния полицейски инспектор Мейсън и едновременно изследва всичко. Оказва се, че около дванадесет и половина приятелят на Дъглас, г-н Сесил Баркър, е чул приглушен изстрел, и отивайки в кабинета е видял трупа. Заради шума е притичала притичала и жената на Дъглас, но Баркър не я е пуснал в стаята, за да не види обезобразено тяло на съпруга си.
Инспектор Мейсън, разглеждайки стаята е стигнал до извода, че престъпникът се е скрил зад завесата, и след убийството е избягал през прозореца, преплавайки рова, който обикаля къщата на Дъглас. Но Холмс се съмнява в правилността на тази версия. На местопрестъплението е открита странна бележка: „Д.В. 341“, а на дясната ръка на убития има жигосан тайнствен знак: триъгълник в кръг. Холмс предполага, че това може да бъде свързано с някакво тайно общество. Косвено потвърждение на предположението на Холмс са показанията на съпругата на Дъглас. Тя разказва, че един ден съпругът ѝ е говорил за някяква „Долина на страха“ и за всемогъщия г-н Макгинти.
Полицията предприема издирване на убиеца около Бърлстоун. Оказва се, че в намиращия се наблизо хотел е отседнал някакъв американец, който е изчезнал в деня на убийството. Опитват се да го открият, но безуспешно. Холмс също провежда свое разследване в различна посока. Той обръща внимание на един странен детайл: изчезването на една от гимнастическите гири, с които се е занимавал Дъглас.
Скоро Холмс предлага на полицейските инспектори свой план за действие. Холмс пише бележка на Баркър, в която предлага да бъде изсушен рова обграждащ къщата, а през нощта правят засада близо до водата и залавят Баркър. Баркър е извадил от водата вързоп с дрехи, които е бил потопен с помощта на гимнастическата гира. Холмс и инспекторите проверяват вързопа, който се оказва облекло шито във Върмиса, САЩ.
Холмс кани всички в кабинета на Дъглас и предлага на Баркър всичко честно да разкаже. Той отказва, но изведнъж от скривалище в стената се появява „убитият“ Дъглас. Оказва се, че два дни той се е крил в тайна стая.
Холмс обяснява, че оглеждайки местопрестъплението и сравнявайки фактите, той е разбрал, че Дъглас е инсценирал собствената си смърт. Холмс е предположил, че с помощта на гирата е било потопено нещо във водата. Тогава, с помощта на извитата дръжка на чадъра на Уотсън, намира във водата вързопа с дрехи, и осъзнава, че това са дрехите на убиеца, който сам е загинал от ръцете на Дъглас.
Дъглас потвърждава изводите на Холмс и обяснява всичко. В САЩ той е оставил много силни врагове, принуждавайки се да се премести в Англия. Но преди няколко дни, разхождайки се около къщата е забелязал един от враговете си – Тед Болдуин. Той е разбрал, че бъде нападнат, и затова е бил подготвен. През нощта в кабинета на Дъглас устройват засада на убиеца. Между Болдуин и Дъглас започва борба, в резултат, на което, следва изстрел от пушката в главата на Болдуин, като го обезобразява. С помощта на съпругата си и верния си приятел Баркър, Дъглас инсценира собствената си смърт, но разследването на Холмс установява истината.
Във времето, докато Дъглас се е спотайвал в тайната стая, е написал своята история, случила се преди много години в САЩ, в Долината Вермиса. Този документ Дъглас предава на полицейските инспектори и на Холмс.
... През февруари 1875 г. в долината Вермиса идва някой си Джак Макмърдо. Той е бягал от полицията, която го подозира във фалшифициране на пари и убийство. Във влака Макмърдо разговаря със случаен спътник с фамилия Сканлан. Оказва се, че и двамата са членове на една масонска ложа – мощна престъпна организация, с клонове разпръснати из Съединените щати. Сканлан съветва Макмърдо да се обърне към Джак Макгинти, ръководител на масонската ложа №341 в Върмиса. Възползвайки се от писмената му препоръка Макмърдо се установява при някой си Шафтър, и след известна време се влюбва в дъщеря му, красавицата Ети. Но Шафтър предупреждава Макмърдо, че в нея е влюбен Тед Болдуин, ръководител на Мъчителите (тайна банда убийци), и близък сътрудник на главата на ложата Макгинти.
Скоро Макмърдо се среща с Макгинти. Макгинти го подлага на обстоен разпит, но отговорите на Макмърдо разсейват всички съмнения. На Макмърдо организират ритуал на посвещение и го приемат в масонската ложа №341 във Върмиса. Основната дейност на организацията е шантаж и изнудване на пари от бизнесмени. В случай, че някой се осмели да не плаща, то Мъчителите за сплашване унищожават негова собственост. Ако това не помогне, тогава човекът бива брутално убит, понякога с цялото му семейство.
На една среща Макгинти предлага да накажат местния редактор на вестник. В своя вестник той постоянно пише статии срещу Макгинти, обвинявайки го в престъпна дейност. Един от лидерите на ложата, Морис, се опитва да го разубеди и Мъчителите да го направят, но Макгинти категорично настоява да се подчиняват на заповедите му, обвинявайки Морис в малодушие. Болдуин, Макмърдо и няколко други членове на ложата нападат редактора и го пребиват ужасно.
Полицията арестува Макмърдо и неговите съучастници, но не може да направят нищо, защото не е имало свидетели, които да могат да идентифицират нападателите. Това допълнително засилва авторитета на Макмърдо сред членовете на ложата. Скоро той участва в нови престъпления на Мъчителите и, след известно време, става близък помощник на Макгинти.
Влюбената в Макмърдо Ети Шафтър го умолява да спре своята престъпна дейност и да избягат от Върмиса. В отговор Макмърдо дава на Ети обещание, че през следващата година те ще напуснат Долината на страха.
След известно време Макмърдо на Макгинти, че тяхната масонска ложа е преследвана от детективската агенция на Нат Пинкертон. В долината на Върмиса е изпратен най-добрия детектив на агенцията, Бърди Едуардс. Макмърдо познава детектива по лице и предлага на ръководителя на ложата да примамят Едуардс в капан и да го убият. Планът е: Макмърдо да покани Едуардс на гости, обещавайки му да му разкаже за престъпната дейност на Мъчителите, и да го затвори в стаята. А в това време в другата стая ще бъде Макгинти с близките си помощници. Те ще хванат Едуардс и ще се разправят с него.
Вечерта в къщата на Макмърдо идват седем лидери на ложа на Върмиса, включително и самия Макгинти. Те с нетърпение очакват пристигането на Едуардс, и скоро на вратата се почуква. Макмърдо излиза да посрещне госта, но след това се връща. И тук става нещо невероятно ...
| „ | — Е? – извика накрая шефът Макгинти. – Тук ли е вече? Дойде ли Бърди Едуардс? — Да – бавно отговори Макмърдо. – Бърди Едуардс е тук. Аз съм Бърди Едуардс. | “ |

В същия момент полицията нахлува в къщата и арестува Макгинти и неговите съучастници. A Бърди Едуардс разказва за това как е успял в това разследване. По нареждане на агенцията Пинкертон, под името „Джон Макмърдо“, той се внедрява в масонска ложа в Чикаго и след това се премества във Върмиса. Едуардс успява да спечели доверието на Макгинти, и след известно време той е узнал всичко за престъпната организация. Някои от престъпленията на Мъчителите той е успял да предотрати, но някои не. Заедно с началника на полицията Мервин, Едуардс разработва операция и залавя всички главни Мъчители в дома си.
Същата вечер Едуардс се оженва за Ети Шафтър и се премества от Върмиса в Чикаго. Цялата масонска ложа на Върмиса е осъдена. Главатарите са обесени, а обикновените членове получават дълги присъди. Тед Болдуин и няколко от неговите съучастници са избегнали смъртното наказание. След излизането си от затвора те се заклеват да отмъстят на Едуардс. Върху детектива, който е живял с жена си в Чикаго, са извършени два неуспешни опита за покушение. Едуардс променя името си, ставайки Дъглас и отива в Калифорния, където се среща с англичанина Баркър, с когото прави състояние. Малко след смъртта на съпругата си Ети, Едуардс–„Дъглас“ научава, че престъпниците са петите му, и отива в Англия ...
… Полицейското разследване установява, че Дъглас е действал при самозащита, е затова го оправдава. Холмс, знаейки, че бившите Мъчители са се обърнали за помощ към професор Мориарти, моли Дъглас и съпругата му веднага да напуснат Англия. Уви, по пътя към Южна Африка, Дъглас умира. Близо до остров Св. Елена нощ той е хвърлен зад борда във водата.
Ядосан от този жесток финал Холмс не се съмнява, че той е дело на Мориарти. И Холмс тържествено обещава на Уотсън и на приятеля на г-н Дъглас, Баркър, че в най-близко бъдеще възмездието ще дойде ...
| „ | – Не съм казал такова нещо – възпротиви се Холмс, а очите му сякаш се бяха взрели далеч в бъдещето. – Не твърдя, че не може да бъде победен. Но се нуждая от време, дайте ми време! | “ |